# Chermignac
Chermignac is een gemeente in het Franse departement Charente-Maritime (regio Nouvelle-Aquitaine). De plaats maakt deel uit van het arrondissement Saintes. Chermignac telde op 1 januari 2022 1.274 inwoners.

## Geografie
De oppervlakte van Chermignac bedroeg op 1 januari 2022 13,43 vierkante kilometer; de bevolkingsdichtheid was toen 94,9 inwoners per km².
De onderstaande kaart toont de ligging van Chermignac met de belangrijkste infrastructuur en aangrenzende gemeenten.

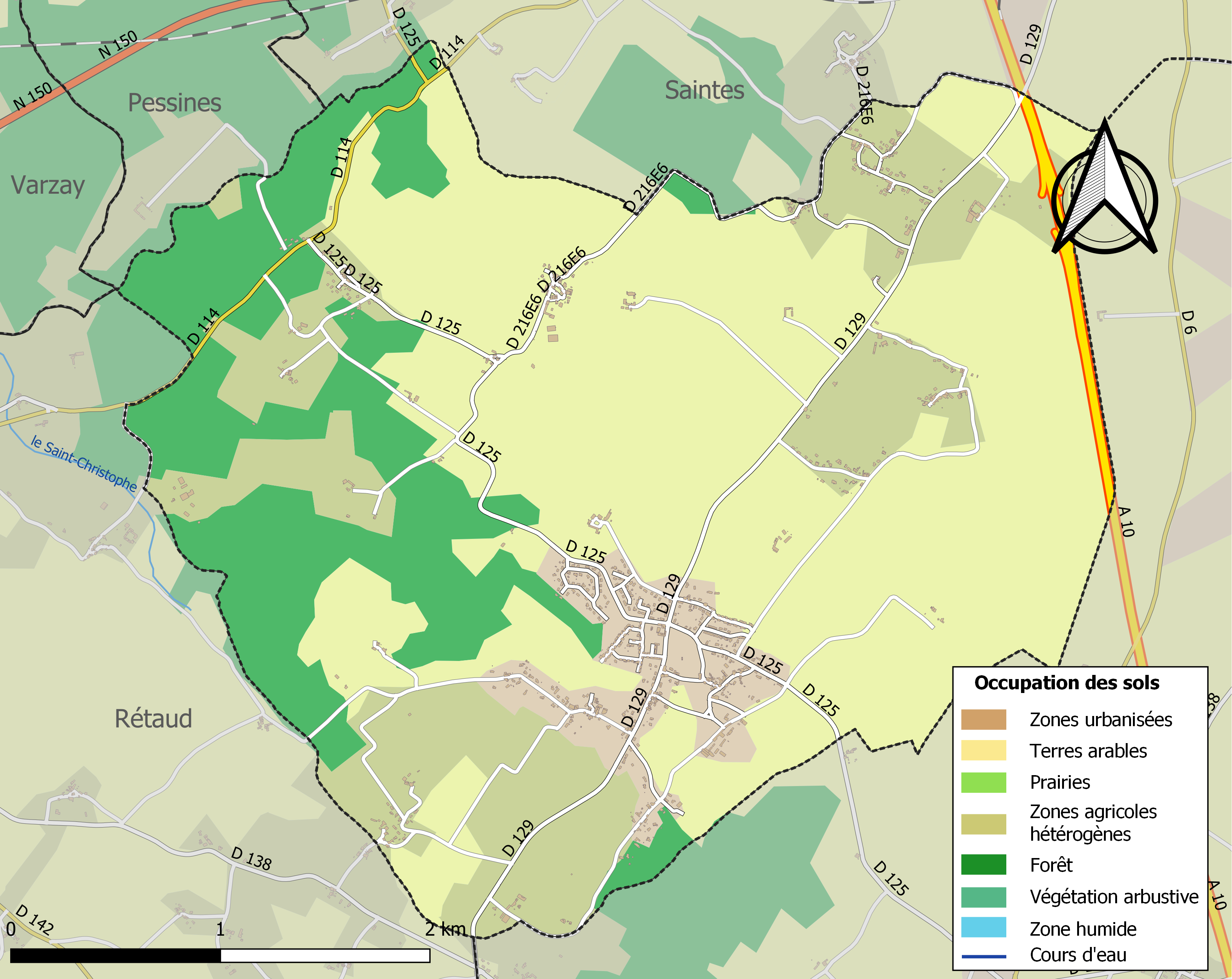

## Demografie
Onderstaande figuur toont het verloop van het inwonertal (bron: INSEE-tellingen).